# 直到天亮
《直到天亮》（韓語：아침이 밝아올 때까지），為韓國JTBC預計播出的週末連續劇，改編中國作家紫金陳的小說《長夜難明》，講述在首爾市中心的旅行包內發現屍體，曾是前國科院屍檢的法醫學者被指認為嫌疑人後所發生的懸疑推理故事。由《愛的迫降》的李政孝導演執導，主演為韓石圭、鄭有美。

## 演員陣容

### 主要人物
| 演員   | 角色 | 介紹           |
| 韓石圭 |      | 前法醫。       |
| 鄭有美 |      | 犯罪心理學家。 |

### 其他人物
| 演員   | 角色   | 介紹               |
| 李熙俊 |        |                    |
| 金有美 |        | 飾演韓石圭的妻子。 |
| 金俊翰 | 허경필 | 軍法務官。         |
| 廉惠蘭 |        | 警察。             |
| 柳惠英 |        | 記者。             |
| 周錫泰 | 김병준 |                    |
| 尹濟文 |        |                    |
| 李度燁 |        |                    |

## 劇集爭議
在SBS月火連續劇《朝鮮驅魔師》因歪曲歷史爭議停播後，《雪降花》、《直到天亮》也捲入爭議之中。
- 有韓國網民懷疑《直到天亮》是在美化共產主義，以及中資投資等等問題。[3]
- JTBC則回應並無中資投資與干預該劇內容。

### 引見
1. ↑  . 韓星網. 2021-11-10  [2021-11-11]. （原始内容存档于2021-11-11）.
2. ↑  . joynews24. 2021-03-04  [2021-06-19]. （原始内容存档于2021-06-28）.
3. ↑  草莓. . 韓星網. 2021-12-17  [2022-02-27]. （原始内容存档于2022-02-27） （中文（繁體））.

## 外部連結
- Daum上《直到天亮》的資料